# Crist jacent
Crist jacent és una escultura d'Agapit Vallmitjana i Barbany que actualment forma part de la col·lecció permanent del Museu Frederic Marès a Barcelona.

## Descripció
En les col·leccions del Museu Frederic Marès també està representada l'escultura catalana del segle xix, des del neoclassicisme fins a les obres dels germans Venanci i Agapit Vallmitjana -dels quals el museu conserva nombrosos esbossos dels apostolats de la Catedral de Barcelona i del Monestir de Montserrat- o Rossend Nobas, artistes molt populars per les seves produccions de caràcter històric i realista.
Aquest Crist, junt amb dues terracotes que també es conserven en el museu, és un model per a l'obra final en marbre, que data de 1872 i que es troba al Museu del Prado. Vallmitjana, hereu de la tradició escultòrica espanyola dels crists jacents, expressa en aquesta obra la visió romàntica del Crist-home, vençut. Sabem que el model va ser el seu bon amic el pintor Eduardo Rosales, que en aquells moments era un jove amenaçat per la malaltia, l'anatomia del qual responia perfectament a la del crucificat.
En el seu moment va tenir tan bona acollida que Vallmitjana el va repetir en diferents ocasions. Aquesta obra data de 1869. L'escultura de marbre va ser premiada primer a Viena el 1873 i novament a Madrid el 1876, cosa que ratifica la qualitat del treball. Isabel II, amb motiu de la visita que va fer al taller de l'escultor, li va encarregar un grup en marbre de la mateixa reina presentant el seu fill, futur Alfons XII, que actualment es conserva als jardins del Palau Reial de Pedralbes de Barcelona.